# Echthronomas carlsoni
Echthronomas carlsoni là một loài tò vò trong họ Ichneumonidae.